# A Question of Time
Singles de Depeche Mode
A Question of Lust
(1986) Strangelove
(1987)
Pistes de Black Celebration
It Doesn't Matter Two Stripped
A Question of Time est le dix-septième single de Depeche Mode sorti le 11 août 1986, succédant ainsi au titre de nom similaire qu'il ne faut pas confondre, A Question of Lust. La chanson fait partie de l'album Black Celebration sorti plus tôt dans l'année.
Le single a atteint la 17e place du classement britannique des meilleures ventes de single, et la 29e place du Top 50 en France.

## Informations
La chanson est racontée du point de vue d'un homme et peut avoir beaucoup de significations. L'une serait qu'il tente de protéger la pureté d'une fille de 15 ans des autres garçons pour pouvoir mieux se l'approprier, ce n'est ainsi qu'une question de temps avant qu'il ne l'obtienne.
Le clip musical de A Question of Time est le premier réalisé par Anton Corbijn, démarrant ainsi une longue collaboration qui dure encore aujourd'hui. Le clip montre un motard roulant en side-car pour chercher un bébé et parcourir un long trajet afin de le remettre à Alan Wilder et au groupe qui se trouve dans une maison.
La face B n'est pas un inédit, il s'agit d'une version live de Black Celebration. Il y a aussi d'autres versions de chansons disponibles sur les différents formats du single, ainsi un remix plus lent de A Question of Time est disponible sur le vinyle 7".
Une version remix plus rapide apparait également sur la compilation The Singles 86-98.

## Formats et liste des chansons

### Vinyle 7": Mute / 7Bong12 (UK)
1. A Question of Time (Remix) – 4:04
2. Black Celebration (Live) – 6:05

### Vinyle 12": Mute / 12Bong12 (UK)
1. A Question of Time (Extended Remix) – 6:38 (remixé par Phil Harding, sorti en 1988)
2. Black Celebration (Live) – 6:05
3. Something to Do (Live) – 3:50
4. Stripped (Live) – 6:21

### Vinyle 12": Mute / L12Bong12 (UK)
1. A Question of Time (New Town Mix) – 6:59 (remixé par Rico Conning)
2. A Question of Time (Live Remix) – 4:10
3. Black Celebration (Black Tulip Mix) – 6:32 (remixé par Rico Conning)
4. More Than a Party (Live Remix) – 5:05

### CD: Mute / CDBong12 (UK)
1. A Question of Time (Remix) – 4:04
2. Black Celebration (Live) – 6:05
3. Something to Do (Live) – 3:50
4. Stripped (Live) – 6:21
5. More Than a Party (Live) – 5:07
6. A Question of Time (Extended Remix) – 6:38
7. Black Celebration (Black Tulip Mix) – 6:32
8. A Question of Time (New Town Mix/Live Remix) – 11:08

### CD: Intercord / Mute INT 826.850 (Allemagne)
1. A Question of Time (Extended Remix) – 6:39
2. Stripped (Live) – 6:22
3. Black Celebration (Live) – 5:54
4. Something to Do (Live) – 3:50
5. A Question of Time (Remix) – 4:06

### Vinyle 12": Sire / 0-20530 (US)
1. A Question of Time (Extended Remix) – 6:38
2. Something to Do (Live) – 3:50
3. A Question of Lust (Minimal) – 6:47
4. Black Celebration (Live) – 6:05

- C'est une double face A avec A Question of Lust.
- Toutes les chansons sont écrites par Martin L. Gore
- Toutes les pistes live ont été enregistrées à Birmingham le 10 avril 1986.

## Classements
| Pays        | Meilleure position |
| ----------- | ------------------ |
| Allemagne   | 13                 |
| France      | 29                 |
| Royaume-Uni | 17                 |